# Paralaea porphyrinaria
Paralaea porphyrinaria är en fjärilsart som beskrevs av Achille Guenée 1858. Paralaea porphyrinaria ingår i släktet Paralaea och familjen mätare. Inga underarter finns listade i Catalogue of Life.

## Bildgalleri

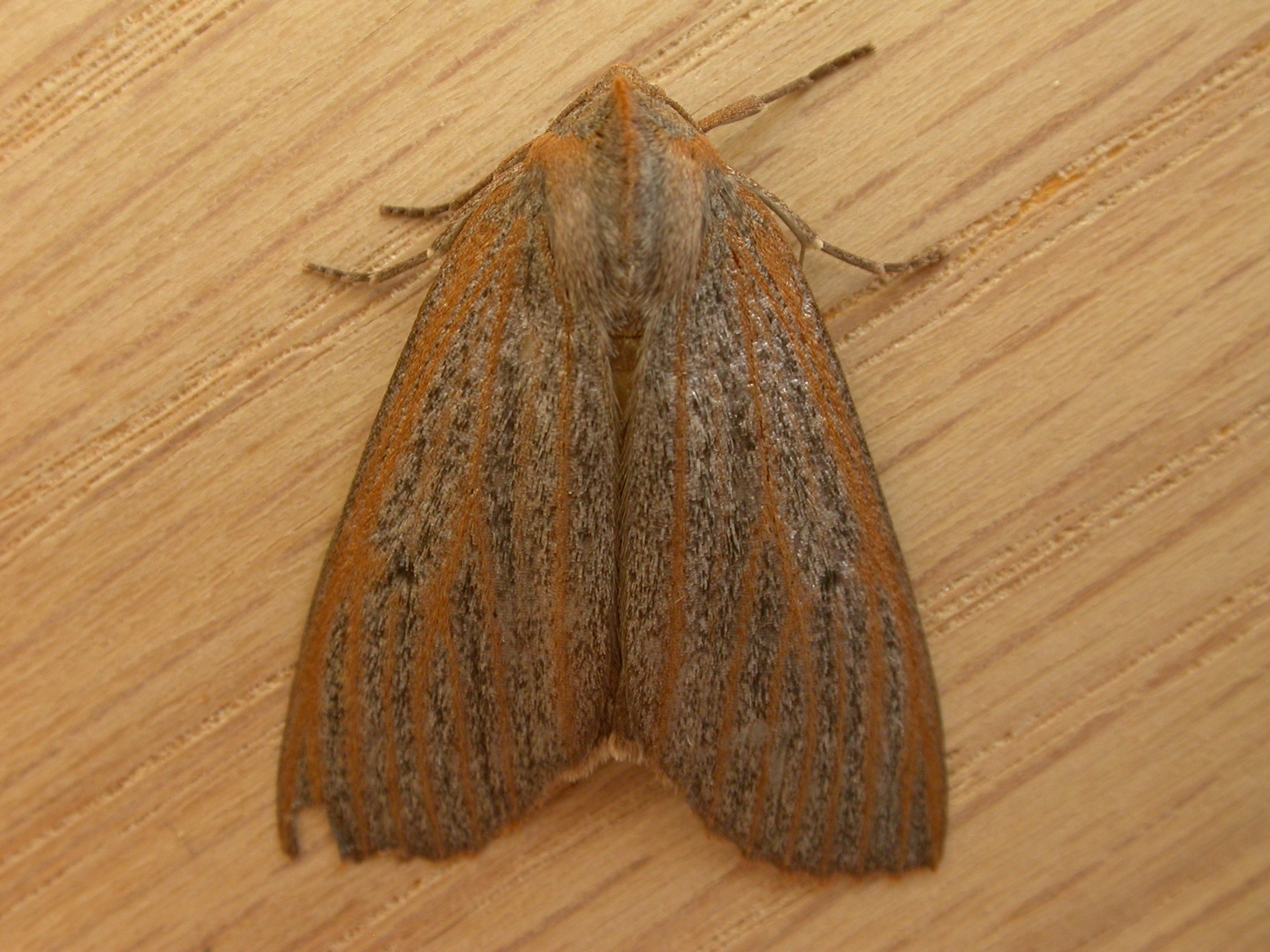
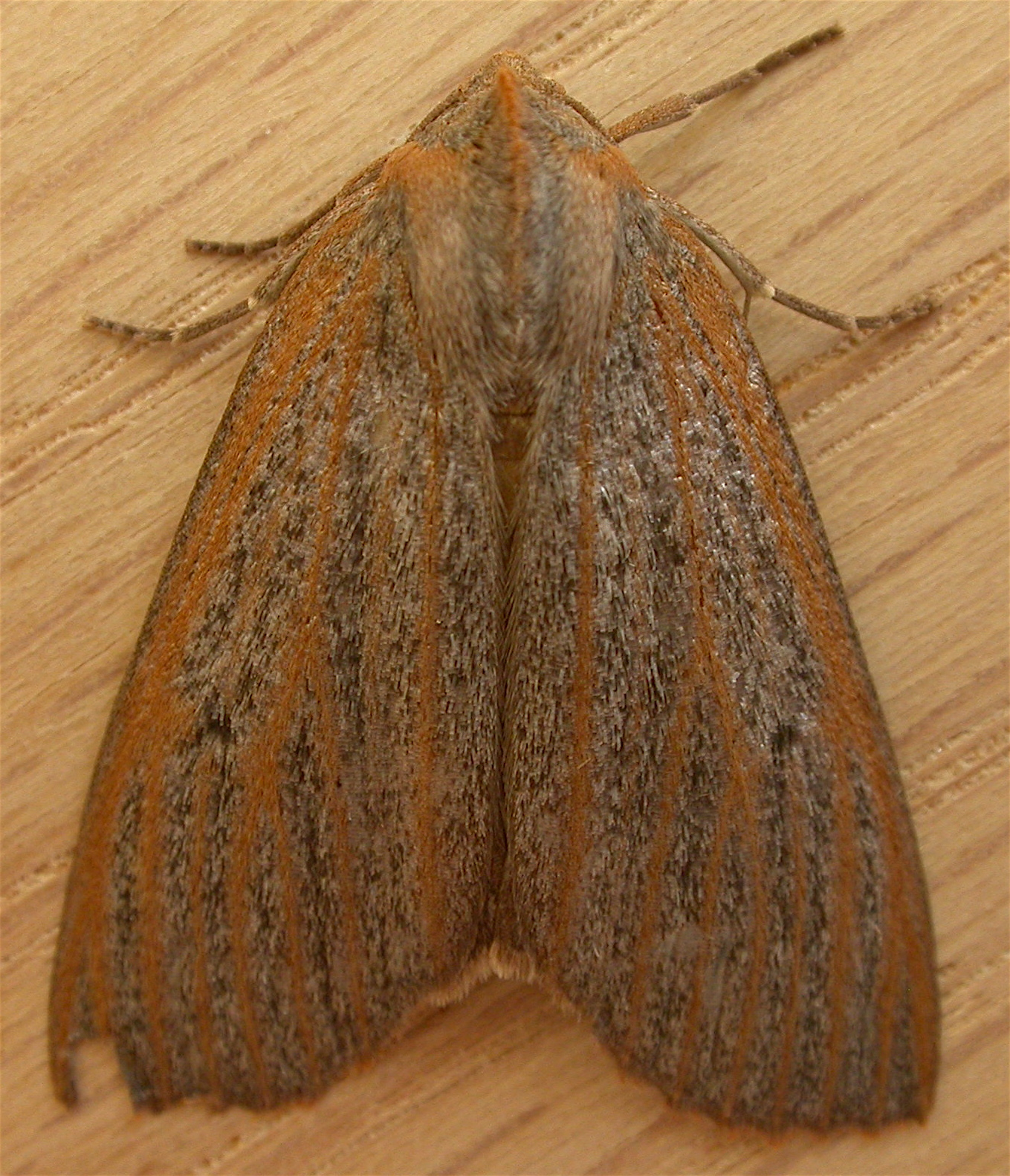